# Mélykúti Gábor
Mélykúti Gábor (Budapest, 1949. február 12. – ) magyar építőmérnök, földmérőmérnök, egyetemi oktató. Mélykúti Gábor Nyugat-magyarországi Egyetem Geoinformatikai Karának egyetemi docense, egykori dékánja és intézetigazgatója; a Budapesti Műszaki és Gazdaságtudományi Egyetem Fotogrammetria és Térinformatika Tanszékének a címzetes egyetemi tanára. A Magyar Tudományos Akadémia Geodéziai és Geoinformatikai Tudományos Bizottságának a tagja.

## Élete
Építőmérnöki diplomáját 1973-ban szerezte a Budapesti Műszaki Egyetemen. 1973 és 1976 között tudományos továbbképzési ösztöndíjas. 1976 és 1979 között tanársegéd a Budapesti Műszaki és Gazdaságtudományi Egyetem Fotogrammetriai tanszékén, majd 1979 és 1986 között adjunktusa. 1986-ban a Földmérési és Távérzékelési Intézet Automatizálási osztályán tudományos osztályvezetői pozícióban dolgozik. 1988-tól újra a Budapesti Műszaki és Gazdaságtudományi Egyetemen oktat adjunktusként, s 1995 óta egyetemi docensként BME Fotogrammetria és Térinformatika tanszékén.
1990 és 1994 között Mélykúti Gábor a Magyar Földmérési, Térképészeti és Távérzékelési Társaság főtitkára.
2008-tól 2014-ig a Nyugat-magyarországi Egyetem Geoinformatikai Karának a dékánja.
A Nyugat-magyarországi Egyetem Roth Gyula Erdészeti és Vadgazdálkodási Tudományok Doktori Iskola, a NyME Kitaibel Pál Környezettudományi Doktori Iskola és a NyME Földtudományi Doktori Iskola oktatója.

## Kötetei (válogatás)
- Szintvonalak automatikus előállítása, egyetemi doktori értekezés, Budapest, 1979
- Földmérés és geoinformatika, Geodézia és Kartográfia, Budapest, 1991/4 p. 251-253
- Flächenbestimmung mit der Methode der Finiten Elemente, Bildmessung und Luftbildwesen, Karlsruhe, 1982. 50. p. 49-58
- Topográfia, Tankönyv, Budapest, , FVM Képzési és Szaktanácsadási Intézet 2005
- Geoinformatika és a digitális felületmodell kapcsolata, kandidátusi értekezés, Budapest, 1994

## Elismerései
- A Magyar Érdemrend lovagkeresztje (2014)